# Comuna Ozerți, Volodîmîreț
Ozerți (în ucraineană Озерці) este o comună în raionul Volodîmîreț, regiunea Rivne, Ucraina, formată din satele Horodok și Ozerți (reședința).

## Demografie
Componența lingvistică a comunei Ozerți
     Ucraineană (100%)
Conform recensământului din 2001, toată populația comunei Ozerți era vorbitoare de ucraineană (100%).